# Jan Bednarek
Jan Kacper Bednarek (* 12. dubna 1996 Słupca) je polský profesionální fotbalista, který hraje na pozici středního obránce za anglický klub Aston Villa FC, kde je na hostování ze Southamptonu, a za polský národní tým.

## Klubová kariéra
Bednarek, který se narodil v polském městě Słupca, zahájil svou mládežnickou kariéru v akademii klubu Sokół Kleczew. Do akademie Lechu Poznań se připojil v létě roku 2012 z jiného polského klubu, a to MSP Szamotuly.

### Lech Poznań
Bednarek debutoval v polské nejvyšší soutěži 23. září 2013 v zápase proti Piastu Gliwice, ve kterém pomohl udržet čisté konto při výhře 2:0. V průběhu sezóny již odehrál jen další jednu minutu, a to v odvetném zápase proti Gliwicím 1. března následujícího roku. V sezóně 2014/15 nastoupil opět jen do dvou utkání; v zápase proti Podbeskidzie se objevil v základní sestavě při remíze 1:1 a v utkání proti Lechii Gdańsk odehrál necelý druhý poločas poté, co vystřídal Pauluse Arajuuriho. Lech získal v sezóně mistrovský titul, když na konci sezóny měli na svém kontě o jeden bod více než druhá Legia Warszawa.

#### Górnik Łęczna (hostování)
Dne 13. června 2015 odešel na roční hostování do prvoligového Górniku Łęczna. Stoper, který zpočátku sezóny vysedával na lavičce náhradníků, debutoval v klubu 29. srpna, při prohře 0:3 proti Piastu Gliwice. V průběhu sezóny nastoupil do 17 ligových utkání, většinu z nich však na pozici defensivního záložníka.

#### Návrat do Lechu
Při svém prvním utkání, po návratu z hostování, se 12. srpna 2016 Bednarek střelecky prosadil, a to když při výhře 2:1 proti Cracovii otevřel skóre utkání v 64. minutě. Již na podzim se Bednarek stal stabilním členem základní sestavy; celkem v sezóně odehrál 33 utkání a byl součástí týmu, který postoupil až do finále polského poháru. V něm Lech narazil na tým Arka Gdynia, se kterým prohrál 1:2 po prodloužení, přičemž Bendarek odehrál celých 120 minut utkání.

### Southampton
Dne 1. července 2017 Bednarek přestoupil do anglického Southamptonu za poplatek ve výši asi 5 milionu liber; v klubu podepsal pětiletou smlouvu. Debut v Premier League si odbyl 14. dubna 2018 v zápase proti Chelsea, ve kterém vstřelil druhý gól Southamptonu při porážce 3:2.
Do základní sestavy nadobro pronikl v prosinci 2018, když vytvořil novou stoperskou dvojici s dánským reprezentantem Jannikem Vestergaardem.
Dne 18. ledna 2020 otevřel skóre utkání v 15. minutě domácí porážky s Wolverhamptonem Wanderers 2:3. 28. června 2020 vstřelil Bendarek vlastní gól při výhře 3:1 nad Watfordem. V průběhu sezóny odehrál 39 utkání (ve všech nastoupil v základní sestavě) a pomohl klubu k 12. místě v lize.
Dne 29. listopadu 2020 se prosadil při prohře 2:3 proti Manchesteru United. 2. února 2021 vstřelil Bednarek vlastní gól, způsobil penaltu a dostal červenou kartu po faulu na Anthonyho Martiala při porážce 9:0 opět proti United. Červená karta, kterou dostal, byla velmi kontroverzní a manažer Manchesteru United Ole Gunnar Solskjær řekl, že Bednarek neměl být vyloučen. Trest za vyloučení byl následně odvolán po odvolání Southamptonu, a mohl tak nastoupit do dalšího ligového utkání, a to proti Newcastlu. Se Southamptonem se dostal až do semifinále FA Cupu v sezóně 2020/21, když po porážkách Shrewsbury, Arsenalu, Wolves a Bournemouthu vypadli po prohře 0:1 s Leicesterem City.

## Reprezentační kariéra
Bednarek byl poprvé povolán do polské reprezentace v září 2017 na zápasy kvalifikace na Mistrovství světa 2018 proti Dánsku a Kazachstánu. Debutoval 4. září při vítězství 3:0 nad Kazachstánem, když v 89. minutě vystřídal Krzysztofa Mączyńskiho.
V květnu 2018 byl nominován manažerem Adamem Nawalkou na závěrečný turnaj Mistrovství světa 2018 v Rusku. Dne 28. června 2018 vstřelil svůj první reprezentační gól; jednalo se o jedinou branku utkání základní skupiny proti Japonsku.
V květnu 2021 byl nominován portugalským manažerem polské reprezentace Paulem Sousou na závěrečný turnaj Euro 2020, posunutý kvůli pandemii covidu-19. Na turnaji odehrál všechny tři zápasy základní skupiny v základní sestavě, Polsko však po zisku jediného bodu ze zápasu proti Španělsku nepostoupilo do vyřazovací fáze turnaje.

## Osobní život
Jeho starší bratr Filip je také fotbalista, který hraje na pozici brankáře v polském klubu Lech Poznań.

## Statistiky

### Klubové
K 21. září 2021
| Klub                  | Sezóna  | Liga           | Liga   | Liga | Národní pohár | Národní pohár | Ligový pohár | Ligový pohár | Evropské poháry | Evropské poháry | Ostatní | Ostatní | Celkem | Celkem |
| Klub                  | Sezóna  | Liga           | Zápasy | Góly | Zápasy        | Góly          | Zápasy       | Góly         | Zápasy          | Góly            | Zápasy  | Góly    | Zápasy | Góly   |
| --------------------- | ------- | -------------- | ------ | ---- | ------------- | ------------- | ------------ | ------------ | --------------- | --------------- | ------- | ------- | ------ | ------ |
| Lech Poznań           | 2013/14 | Ekstraklasa    | 2      | 0    | 0             | 0             | —            | —            | 0               | 0               | —       | —       | 2      | 0      |
| Lech Poznań           | 2014/15 | Ekstraklasa    | 2      | 0    | 2             | 0             | —            | —            | 0               | 0               | —       | —       | 4      | 0      |
| Lech Poznań           | 2016/17 | Ekstraklasa    | 27     | 1    | 7             | 0             | —            | —            | —               | —               | 0       | 0       | 34     | 1      |
| Lech Poznań           | Celkem  | Celkem         | 31     | 1    | 9             | 0             | —            | —            | 0               | 0               | 0       | 0       | 40     | 1      |
| Górnik Łęczna (host.) | 2015/16 | Ekstraklasa    | 17     | 0    | 1             | 0             | —            | —            | —               | —               | —       | —       | 18     | 0      |
| Southampton           | 2017/18 | Premier League | 5      | 1    | 2             | 0             | 1            | 0            | —               | —               | —       | —       | 8      | 1      |
| Southampton           | 2018/19 | Premier League | 25     | 0    | 0             | 0             | 2            | 0            | —               | —               | —       | —       | 27     | 0      |
| Southampton           | 2019/20 | Premier League | 34     | 1    | 2             | 0             | 3            | 0            | —               | —               | —       | —       | 39     | 1      |
| Southampton           | 2020/21 | Premier League | 35     | 1    | 5             | 0             | 1            | 0            | —               | —               | —       | —       | 41     | 1      |
| Southampton           | 2021/22 | Premier League | 2      | 0    | 0             | 0             | 2            | 0            | —               | —               | —       | —       | 4      | 0      |
| Southampton           | Celkem  | Celkem         | 101    | 3    | 9             | 0             | 9            | 0            | —               | —               | —       | —       | 119    | 2      |
| Celkem                | Celkem  | Celkem         | 149    | 3    | 19            | 0             | 9            | 0            | 0               | 0               | 0       | 0       | 177    | 3      |

### Reprezentační
K 8. září 2021
| Polsko | Polsko | Polsko |
| Rok    | Zápasy | Góly   |
| ------ | ------ | ------ |
| 2017   | 1      | 0      |
| 2018   | 11     | 1      |
| 2019   | 9      | 0      |
| 2020   | 6      | 0      |
| 2021   | 8      | 0      |
| Celkem | 35     | 1      |

#### Reprezentační góly
K 8. září 2021. Skóre a výsledky Polska jsou vždy zapisovány jako první
| Gól | Datum           | Místo                             | Soupeř   | Skóre | Výsledek | Soutěž                 |
| --- | --------------- | --------------------------------- | -------- | ----- | -------- | ---------------------- |
| 1.  | 28. června 2018 | Volgograd Arena, Volgograd, Rusko | Japonsko | 1:0   | 1:0      | Mistrovství světa 2018 |